# Arrondissement Albi
Albi is een arrondissement van het Franse departement Tarn in de regio Occitanie. De onderprefectuur (en ook prefectuur van het departement) is Albi.

## Kantons
Het arrondissement was tot 2014 samengesteld uit de volgende kantons:
- Kanton Alban
- Kanton Albi-Centre
- Kanton Albi-Est
- Kanton Albi-Nord-Est
- Kanton Albi-Nord-Ouest
- Kanton Albi-Ouest
- Kanton Albi-Sud
- Kanton Cadalen
- Kanton Carmaux-Nord
- Kanton Carmaux-Sud
- Kanton Castelnau-de-Montmiral
- Kanton Cordes-sur-Ciel
- Kanton Gaillac
- Kanton Lisle-sur-Tarn
- Kanton Monestiés
- Kanton Pampelonne
- Kanton Rabastens
- Kanton Réalmont
- Kanton Salvagnac
- Kanton Valderiès
- Kanton Valence-d'Albigeois
- Kanton Vaour
- Kanton Villefranche-d'Albigeois

Na de herindeling van de kantons door het decreet van 17 februari 2014 met uitwerking op 22 maart 2015 omvat het volgende kantons :
- Kanton Albi-1
- Kanton Albi-2
- Kanton Albi-3
- Kanton Albi-4
- Kanton Carmaux-1 Le Ségala
- Kanton Carmaux-2 Vallée du Cérou
- Kanton Les Deux Rives
- Kanton Gaillac
- Kanton Le Haut Dadou (deels : 21/25 )
- Kanton Les Portes du Tarn (deels : 2/10)
- Kanton Saint-Juéry
- Kanton Vignobles et Bastides